# Trường dòng

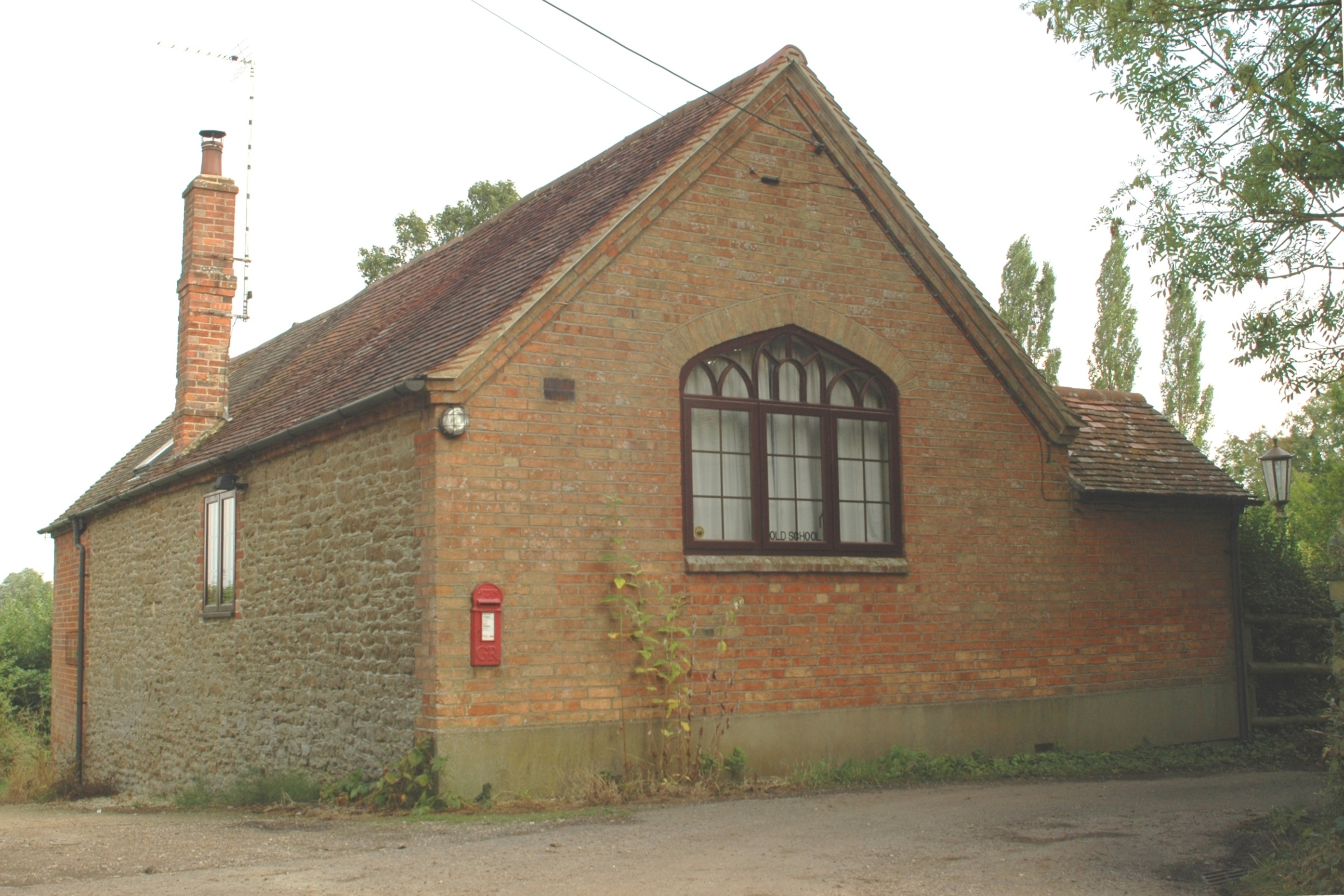
Một trường Dòng ở Anh

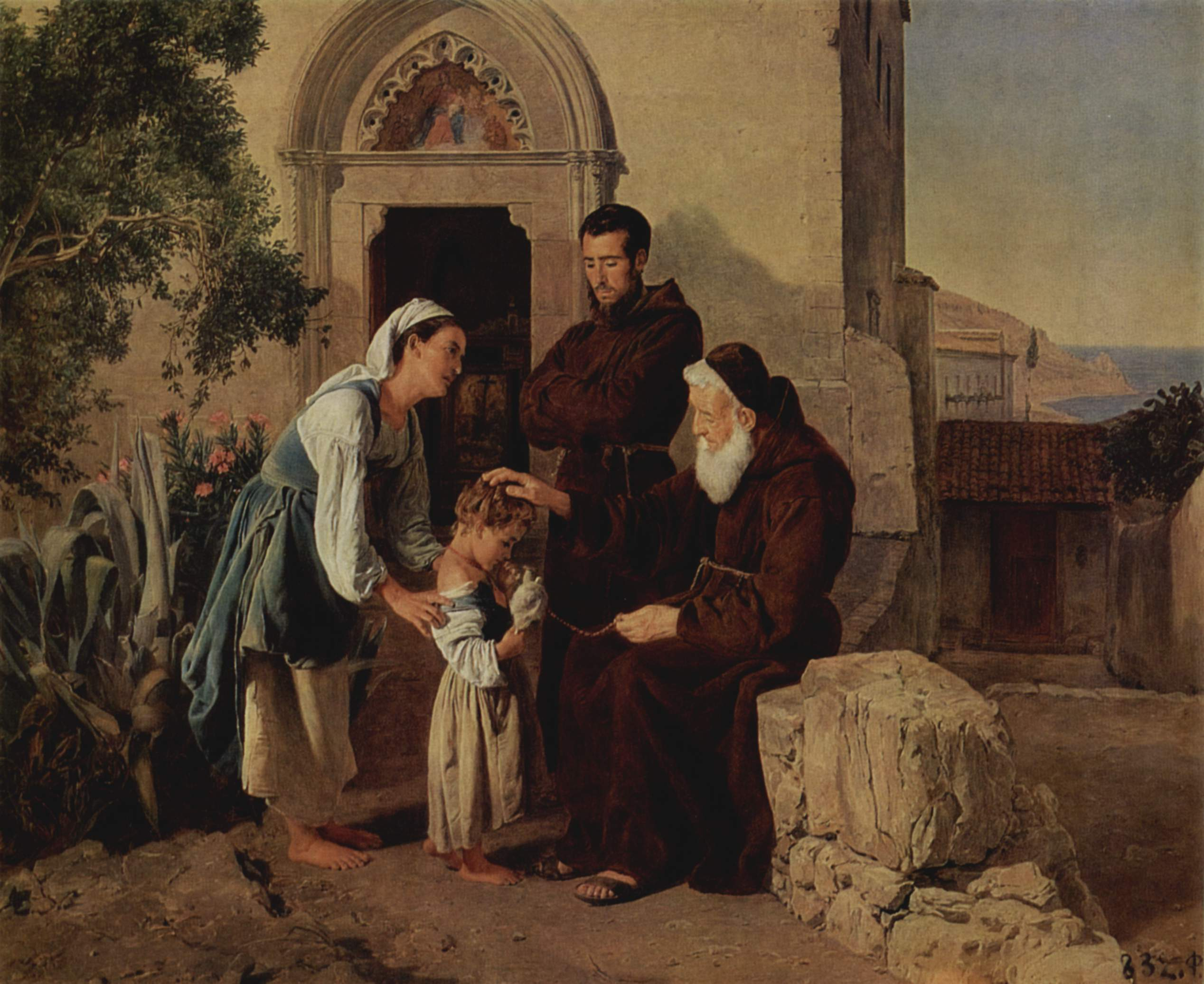
Gửi con vào học ở trường dòng

Trường dòng là những ngôi trường của các tổ chức Công giáo chuyên về đào tạo và dạy học cho các tín đồ Cơ Đốc giáo, cung cấp một nền giáo dục tôn giáo một cách phổ thông hoặc chuyên sâu bằng việc chuyên về giảng dạy những môn học liên quan đến Cơ Đốc giáo, các giáo lý, giáo luật, những nguyên lý.... bên cạnh những môn học khác (tùy theo từng trường). Tại trường các học sinh có nhiều điều kiện để tìm hiểu sâu hơn về Thiên Chúa. Vì trường là một phần của hệ thống tôn giáo nên có những nội quy khắt khe hơn so với các trường học bình thường.
Trường Dòng là một trong những hệ thống các công trình của cơ đốc giáo giống như nhà thờ, tu viện, nhà nguyện..., theo nghĩa hẹp nó là một giáo xứ hay là một phần của giáo xứ. Ở Mỹ có mở riêng hệ thống trường Dòng để dạy học cho các con em đi đạo, trong đó ở Anh và một số nước khác thì trường Dòng được nằm trong hệ thống nhà thờ hoặc tu viện. Hệ thống trường Dòng ở Anh bắt đầu vào năm 1990. Trong khi đó ở Mỹ trường Dòng được manh nha từ những năm 1944.